# Mormolyce
Genre

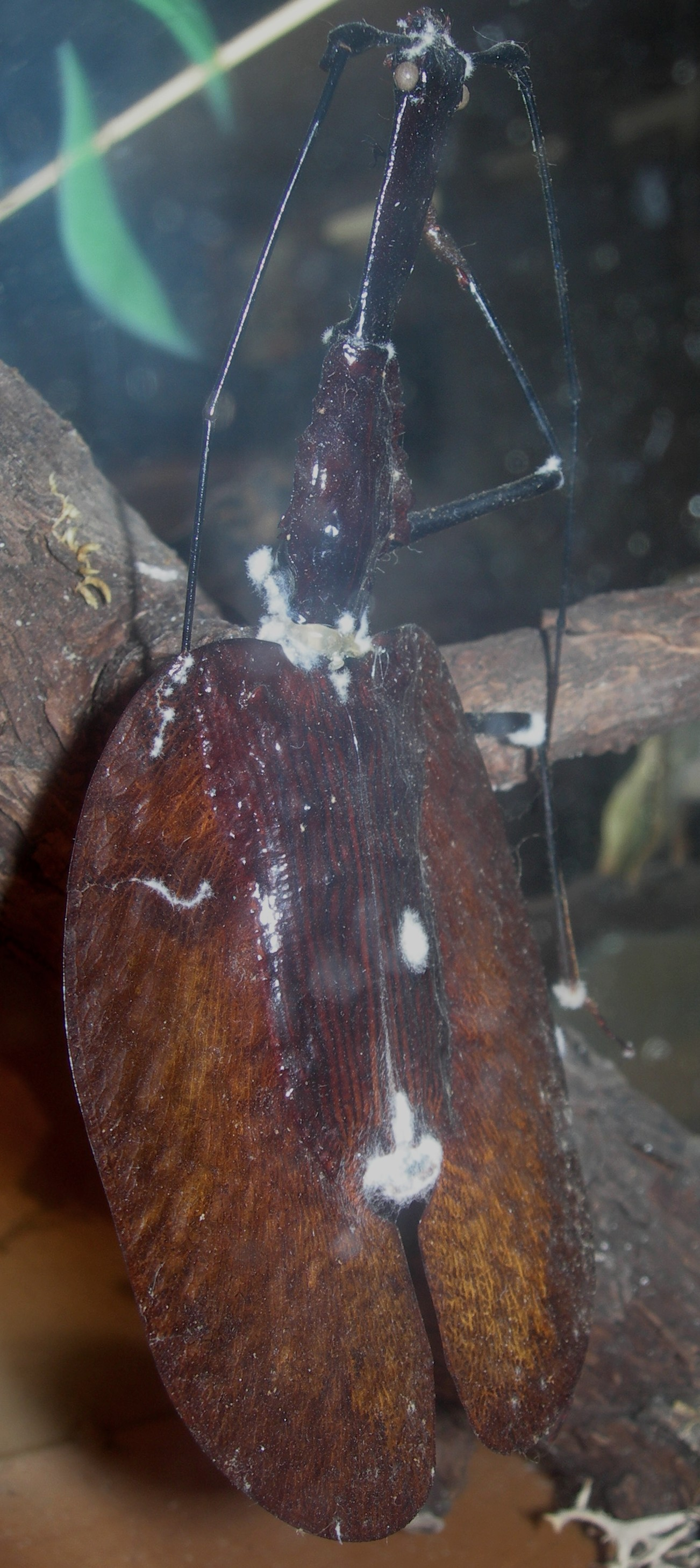
Mormolyce (phyllodes ?) naturalisé.

Mormolyce est un genre d'insectes qui regroupe des espèces de carabes violons, ou scarabées violons (des scarabées terrestres), unique genre de la sous-famille des Mormolycinae et constitué d'espèces menacées.
La forme aplatie de ces scarabées leur permet de se réfugier sous l'écorce des arbres et sous les champignons.
Ils mangent des larves d'insectes et d'escargots.

## Liste d'espèces
Selon Catalogue of Life (2 février 2023) :
- Mormolyce borneensis — Bornéo
- Mormolyce castelnaudi Deyrolle, 1862 — Malaisie, Thaïlande
- Mormolyce hagenbachi Westwood, 1862 — Malaisie
- Mormolyce matejmiciaki Duricek & Klicha, 2017
- Mormolyce phyllodes Hagenbach, 1825 — Indonésie,  Malaisie
- Mormolyce quadraticollis Donckier, 1899
- Mormolyce tridens Andrewes, 1941